# Diplomás Nemzetközi és Fejlesztési Tanulmányok Intézete
Diplomás Nemzetközi és Fejlesztési Tanulmányok Intézete (Institut de hautes études internationales et du développement, IHEID) egy kormány által akkreditált posztgraduális felsőoktatási intézmény, amely Genfben, Svájcban található.
Az 1927-ben alapított Graduate Institute a kontinentális Európa legrégebbi nemzetközi kapcsolatok iskolája és a világ első olyan diplomás intézete, amely kizárólag a nemzetközi ügyek tanulmányozásával foglalkozik.

## Végzettek

### Nobel-díjasok
- Kofi Annan
- Mohammed el-Barádei
- Leonid Hurwicz

### Államfők
- Micheline Calmy-Rey(wd) (Svájc)
- Kurt Furgler(wd) (Svájc)
- Michel Kafando(wd) (Burkina Faso)
- Alpha Oumar Konaré(wd) (Mali)
- Henrik luxemburgi nagyherceg (Luxemburg)